# Émotions et musique
 (mai 2021).
La mise en forme du texte ne suit pas les recommandations de Wikipédia : il faut le « wikifier ».
Les points d'amélioration suivants sont les cas les plus fréquents. Le détail des points à revoir est peut-être précisé sur la page de discussion.
- Les titres sont pré-formatés par le logiciel. Ils ne sont ni en capitales, ni en gras.
- Le texte ne doit pas être écrit en capitales (les noms de famille non plus), ni en gras, ni en italique, ni en « petit »…
- Le gras n'est utilisé que pour surligner le titre de l'article dans l'introduction, une seule fois.
- L'italique est rarement utilisé : mots en langue étrangère, titres d'œuvres, noms de bateaux, etc.
- Les citations ne sont pas en italique mais en corps de texte normal. Elles sont entourées par des guillemets français : « et ».
- Les listes à puces sont à éviter, des paragraphes rédigés étant largement préférés. Les tableaux sont à réserver à la présentation de données structurées (résultats, etc.).
- Les appels de note de bas de page (petits chiffres en exposant, introduits par l'outil «  Source ») sont à placer entre la fin de phrase et le point final[comme ça].
- Les liens internes (vers d'autres articles de Wikipédia) sont à choisir avec parcimonie. Créez des liens vers des articles approfondissant le sujet. Les termes génériques sans rapport avec le sujet sont à éviter, ainsi que les répétitions de liens vers un même terme.
- Les liens externes sont à placer uniquement dans une section « Liens externes », à la fin de l'article. Ces liens sont à choisir avec parcimonie suivant les règles définies. Si un lien sert de source à l'article, son insertion dans le texte est à faire par les notes de bas de page.
- La présentation des références doit suivre les conventions bibliographiques. Il est recommandé d'utiliser les modèles {{Ouvrage}}, {{Chapitre}}, {{Article}}, {{Lien web}} et/ou {{Bibliographie}}. Le mode d'édition visuel peut mettre en forme automatiquement les références.
- Insérer une infobox (cadre d'informations à droite) n'est pas obligatoire pour parachever la mise en page.

Pour une aide détaillée, merci de consulter Aide:Wikification.
Si vous pensez que ces points ont été résolus, vous pouvez retirer ce bandeau et améliorer la mise en forme d'un autre article.

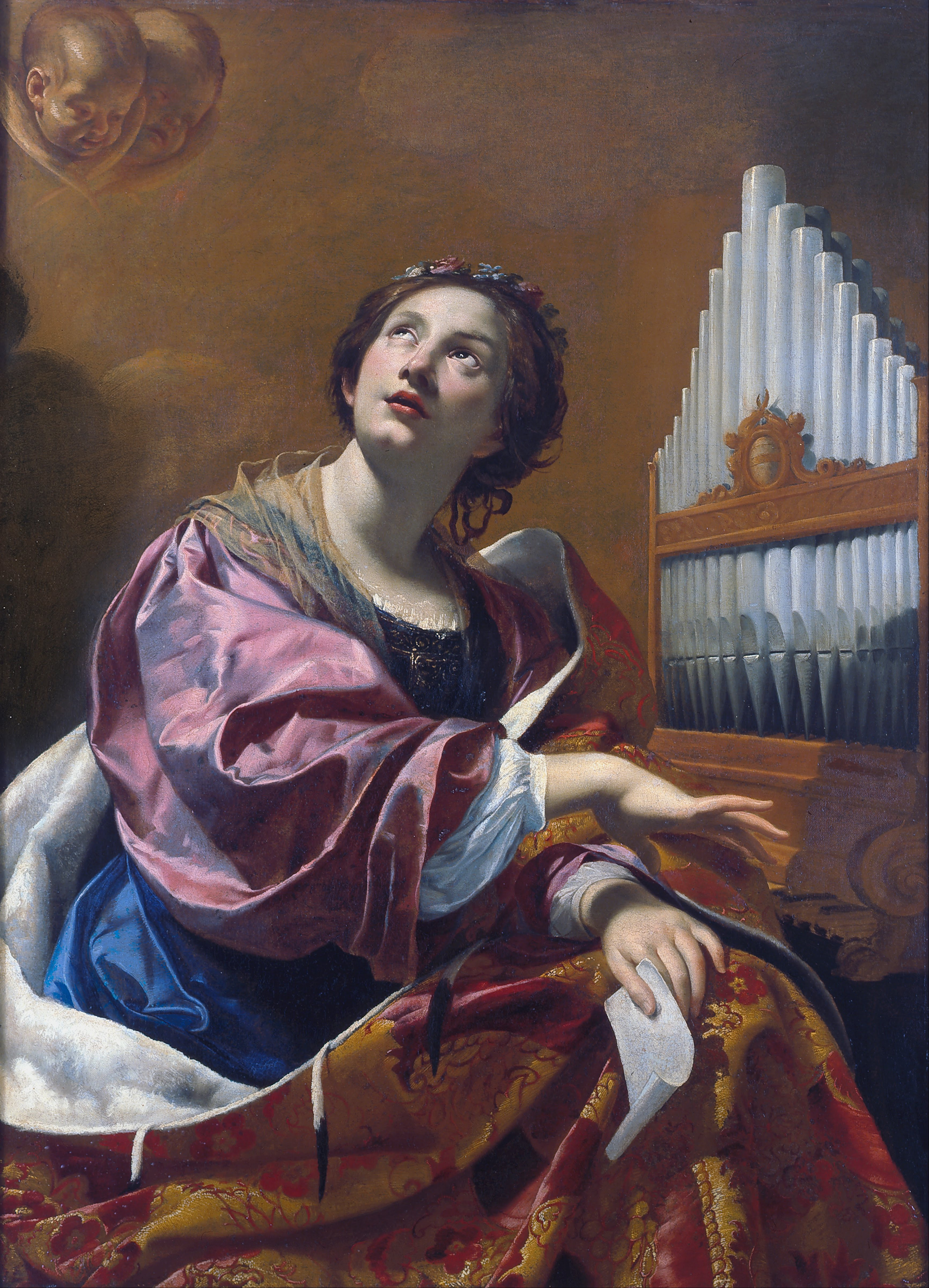
Simon Vouet: Sainte Cécile, c. 1626

La recherche sur la musique et l'émotion cherche à comprendre la relation psychologique entre l'affect humain et la musique. Ce domaine, qui est une branche de la psychologie de la musique, couvre de nombreux domaines d'étude, notamment la nature des réactions émotionnelles à la musique, la manière dont les caractéristiques de l'auditeur peuvent déterminer les émotions ressenties et les éléments d'une composition musicale ou d'une performance qui peuvent susciter certaines réactions. La recherche s'appuie sur des domaines tels que la philosophie, la musicologie, la musicothérapie, la théorie de la musique et l'esthétique, ainsi que sur les actes de composition musicale et d'exécution musicale, et a des implications importantes pour ces domaines.

## Approches philosophiques

### Émotionnalisme de l'apparence
Deux des philosophes anglo-saxons les plus influents dans l'esthétique de la musique sont Stephen Davies (en) et Jerrold Levinson,. Davies appelle son point de vue sur l'expressivité des émotions dans la musique « appearance emotionalism », « l'émotionnalisme d'apparence », qui soutient que la musique exprime l'émotion sans la ressentir. Les objets peuvent transmettre une émotion parce que leurs structures peuvent contenir certaines caractéristiques qui ressemblent à l'expression émotionnelle. « La ressemblance qui compte le plus pour l'expressivité de la musique [...] est entre la structure dynamique de la musique qui se déploie dans le temps et les configurations du comportement humain associées à l'expression d'une émotion. » L'observateur peut noter les émotions à partir de la posture, de la démarche, des gestes, de l'attitude et du comportement de son interlocuteur.
Les associations entre les caractéristiques musicales et l'émotion diffèrent selon les individus. L'émotionnalisme d'apparence prétend que la perception d'associations par de nombreux auditeurs constitue l'expressivité de la musique. Quelles caractéristiques musicales sont plus communément associées à quelles émotions fait partie de la psychologie musicale. Davies affirme que l'expressivité est une propriété objective de la musique, et non subjective, au sens où elle est projetée dans la musique par l'auditeur. L'expressivité de la musique dépend certainement de la réponse, c'est-à-dire qu'elle se réalise dans le jugement de l'auditeur. Les auditeurs compétents attribuent de manière très similaire une expressivité émotionnelle à un certain morceau de musique, indiquant ainsi, selon Davies (2006), que l'expressivité de la musique est quelque peu objective, car si la musique manquait d'expressivité, aucune expression ne pourrait y être projetée en réaction.

### La théorie du processus
Le philosophe Jenefer Robinson suppose l'existence d'une dépendance mutuelle entre la cognition et l'élicitation dans sa description de la théorie des « émotions en tant que processus, la musique en tant que processus » (ou théorie du « processus »). Robinson affirme que le processus d'élicitation des émotions commence par une « réponse automatique et immédiate qui déclenche une activité motrice et autonome et nous prépare à une action possible », ce qui entraîne un processus de cognition qui peut permettre aux auditeurs de « nommer » l'émotion ressentie. Cette série d'événements s'enrichit continuellement de nouvelles informations. Robinson affirme que les émotions peuvent se transformer les unes en les autres, provoquant des mélanges, des conflits et des ambiguïtés qui empêchent de décrire avec un seul mot l'état émotionnel que l'on ressent à un moment donné ; il est préférable de considérer les sentiments intérieurs comme les produits de multiples « flux » émotionnels. Robinson soutient que la musique est une série de processus simultanés et qu'elle est donc un support idéal pour refléter des aspects plus « cognitifs » de l'émotion, comme la résolution « désirante » des thèmes musicaux ou les processus de mémoire en miroir des leitmotive. Ces processus musicaux simultanés peuvent se renforcer ou entrer en conflit les uns avec les autres et expriment ainsi la façon dont une émotion « se transforme en une autre au fil du temps ».

## Transmettre des émotions par la musique
La capacité à percevoir l'émotion dans la musique se développerait dès la petite enfance et s'améliorerait de manière significative tout au long du développement. La capacité à percevoir les émotions dans la musique est également soumise à des influences culturelles, et des similitudes et des différences dans la perception des émotions ont été observées dans des études interculturelles,. La recherche empirique s'est penchée sur les émotions qui peuvent être transmises ainsi que sur les facteurs structurels de la musique qui contribuent à l'expression émotionnelle perçue. Il existe deux écoles de pensée sur la façon dont nous interprétons les émotions dans la musique. L'approche cognitivistes soutient que la musique ne fait qu'afficher une émotion, mais ne permet pas à l'auditeur d'en faire l'expérience personnelle. Les émotivistes soutiennent que la musique suscite des réponses émotionnelles réelles chez l'auditeur,.
Il a été soutenu que l'émotion ressentie à partir d'un morceau de musique est une fonction multiplicative des caractéristiques structurelles, des caractéristiques d'exécution, des caractéristiques de l'auditeur, des caractéristiques contextuelles et des caractéristiques extra-musicales du morceau, présentées comme suit :
Emotion ressentie = Caractéristiques structurelles × Caractéristiques d'exécution × Caractéristiques d'écoute × Caractéristiques contextuelles × Caractéristiques extramusicales.
où :
Caractéristiques structurelles = caractéristiques segmentaires × caractéristiques suprasegmentaires.
Caractéristiques de l'exécution = compétence de l'exécutant × état de l'exécutant
Caractéristiques de l'auditeur = expertise musicale × disposition stable × Motivation actuelle
Caractéristiques contextuelles = lieu × évènement
Caractéristiques extramusicales = Caractéristiques non auditives × expertise

### Les caractéristiques structurelles
Les caractéristiques structurelles sont divisées en deux parties : les caractéristiques segmentaires et les caractéristiques suprasegmentaires. Les caractéristiques segmentaires sont les sons ou les tons individuels qui composent la musique ; cela inclut les structures acoustiques telles que la durée, l'amplitude et la  hauteur. Les caractéristiques suprasegmentales sont les structures fondamentales d'un morceau, comme la mélodie, le tempo et le rythme. Il existe un certain nombre de caractéristiques musicales spécifiques qui sont fortement associées à des émotions particulières. Parmi les facteurs affectant l'expression émotionnelle en musique, le tempo est généralement considéré comme le plus important, mais un certain nombre d'autres facteurs, tels que le mode, la sonie et la mélodie, influencent également la valence émotionnelle du morceau.
| Caractéristique structurelle | Définition                                                                           | Émotions associées |
| ---------------------------- | ------------------------------------------------------------------------------------ | --- |
| Tempo                        | La vitesse ou le rythme d'un morceau de musique                                      | Tempo rapide : excitation, colère. Tempo lent : tristesse, sérénité.                                                  |
| Mode                         | Le type de gamme                                                                     | Tonalité majeure : bonheur, joie. Tonalité mineure : tristesse.                                                       |
| Sonie                        | La force physique et l'amplitude d'un son.                                           | Intensité, puissance ou colère.                                                                                       |
| La mélodie                   | succession linéaire de sons musicaux que l'auditeur perçoit comme une entité unique. | Les harmonies complémentaires : bonheur, détente, sérénité. Harmonies discordantes : excitation, colère, désagrément. |
| Rythme                       | Le rythme régulier d'une chanson                                                     | Rythme doux/consistant : bonheur, paix. Rythme brutal/irrégulier : amusement, malaise. Rythme varié : joie.           |

Certaines études constatent que la perception des caractéristiques émotionnelles de base est un universel culturel, bien que les gens perçoivent plus facilement les émotions, et perçoivent des émotions plus nuancées, dans la musique de leur propre culture,,.
La musique a un lien direct avec les états émotionnels présents chez les êtres humains. On a constaté que différentes structures musicales ont une relation avec les réponses physiologiques. La recherche a montré que les structures suprasegmentales telles que l'espace tonal, plus précisément la dissonance, créent des émotions négatives désagréables chez les participants. Les réponses émotionnelles ont été mesurées à l'aide d'évaluations physiologiques, telles que la conductance cutanée et les signaux électromyographiques (EMG), pendant que les participants écoutaient des extraits musicaux. D'autres recherches sur les mesures psychophysiologiques relatives à la musique ont été menées et ont trouvé des résultats similaires ; les structures musicales de l'articulation rythmique, de l'accentuation et du tempo se sont avérées fortement corrélées avec les mesures physiologiques, les mesures utilisées ici comprenaient la fréquence cardiaque et les moniteurs respiratoires qui étaient en corrélation avec les questionnaires d'auto-évaluation.
La musique affecte également les souvenirs socialement pertinents, en particulier les souvenirs produits par des extraits musicaux nostalgiques (par exemple, la musique d'une période significative de la vie, comme la musique écoutée lors de voyages en voiture). Les structures musicales sont plus fortement interprétées dans certaines zones du cerveau lorsque la musique évoque la nostalgie. Le gyrus frontal inférieur, la substantia nigra, le cervelet et l'insula ont tous été identifiés comme ayant une corrélation plus forte avec la musique nostalgique que non. L'activité cérébrale est un concept très individualisé avec de nombreux extraits musicaux ayant certains effets basés sur les expériences de vie passées des individus, donc cette mise en garde doit être gardée à l'esprit lors de la généralisation des résultats entre les individus.

### Caractéristiques de l'exécution
Les caractéristiques d'exécution font référence à la manière dont un morceau de musique est exécuté par le ou les interprètes. Elles se divisent en deux catégories : les compétences de l'interprète et l'état de l'interprète. Les compétences de l'interprète sont les capacités composées et l'apparence de l'interprète, y compris l'apparence physique, la réputation et les compétences techniques. L'état de l'interprète est l'interprétation, la motivation et la présence sur scène de l'interprète.

### Caractéristiques des auditeurs
Les caractéristiques de l'auditeur font référence à l'identité individuelle et sociale du ou des auditeurs. Cela inclut leur personnalité, leur âge, leur connaissance de la musique et leur motivation à écouter la musique.

### Les caractéristiques contextuelles
Les caractéristiques contextuelles sont des aspects de la performance tels que le lieu et l'occasion particulière de la performance (c'est-à-dire, funérailles, mariage, danse).

### Les caractéristiques extra-musicales
Les caractéristiques extra-musicales font référence aux informations extra-musicales détachées des signaux musicaux auditifs, comme le genre ou le style de musique.
Ces différents facteurs influencent l'émotion exprimée à des amplitudes différentes, et leurs effets se combinent les uns aux autres. Ainsi, l'émotion vécue est ressentie à un degré plus fort si davantage de facteurs sont présents. L'ordre dans lequel les facteurs sont énumérés dans le modèle indique le poids qu'ils ont dans l'équation. C'est pourquoi l'essentiel de la recherche a porté sur les caractéristiques structurelles et les caractéristiques des auditeurs.

#### Des signaux contradictoires
L'émotion qui est perçue dépend du contexte du morceau de musique. Des recherches antérieures ont soutenu que des émotions opposées comme le bonheur et la tristesse se situent sur une échelle bipolaire, où les deux ne peuvent pas être ressenties en même temps. Des recherches plus récentes ont suggéré que le bonheur et la tristesse sont vécus séparément, ce qui implique qu'ils peuvent être ressentis simultanément. Une étude a examiné cette dernière possibilité en demandant aux participants d'écouter des extraits musicaux manipulés par ordinateur qui ont des indices mixtes entre le tempo et le mode. Des exemples de musique à indices mixtes comprennent un morceau avec une clé majeure et un tempo lent, et un morceau avec des accords mineurs et un tempo rapide. Les participants ont ensuite évalué dans quelle mesure le morceau transmettait le bonheur ou la tristesse. Les résultats ont indiqué que la musique à indices mixtes transmet à la fois le bonheur et la tristesse ; cependant, il n'était pas clair si les participants percevaient le bonheur et la tristesse simultanément ou s'ils vacillaient entre ces deux émotions. Une étude de suivi a été réalisée pour examiner ces possibilités. Tout en écoutant une musique à indices mixtes ou cohérents, les participants ont appuyé sur un bouton lorsque la musique transmettait du bonheur, et sur un autre bouton lorsqu'elle transmettait de la tristesse. Les résultats ont révélé que les sujets appuyaient sur les deux boutons simultanément pendant les chansons à indices contradictoires. Ces résultats indiquent que les auditeurs peuvent percevoir simultanément le bonheur et la tristesse. Cela a des implications importantes sur la façon dont les caractéristiques structurelles influencent l'émotion, car lorsqu'un mélange d'indices structurels est utilisé, un certain nombre d'émotions peuvent être transmises.

### Caractéristiques spécifiques de l'auditeur

#### Développement
Des études indiquent que la capacité à comprendre les messages émotionnels dans la musique commence tôt et s'améliore tout au long du développement de l'enfant,,.. Les études portant sur la musique et l'émotion chez les enfants consistent principalement à jouer un extrait musical pour les enfants et à leur faire regarder des expressions faciales illustrées. Ces expressions faciales affichent différentes émotions et on demande aux enfants de choisir le visage qui correspond le mieux au ton émotionnel de la musique,,. Des études ont montré que les enfants sont capables d'attribuer des émotions spécifiques à des morceaux de musique ; cependant, il y a un débat concernant l'âge auquel cette capacité commence,,.

##### Nourrissons
Un nourrisson est souvent exposé au discours de sa mère qui est de nature musicale. Il est possible que le chant maternel permette à la mère de transmettre des messages émotionnels au nourrisson. Les nourrissons ont également tendance à préférer les discours positifs aux discours neutres ainsi que la musique joyeuse à la musique négative,. Il a également été postulé que l'écoute du chant de leur mère peut jouer un rôle dans la formation de l'identité. Cette hypothèse est soutenue par une étude qui a interrogé des adultes et leur a demandé de décrire des expériences musicales de leur enfance. Les résultats ont montré que la musique était bonne pour développer la connaissance des émotions pendant l'enfance.

##### Enfants d'âge préscolaire
Ces études ont montré que les enfants de 4 ans sont capables de commencer à distinguer les émotions trouvées dans les extraits musicaux de manière similaire aux adultes,. La capacité à distinguer ces émotions musicales semble augmenter avec l'âge jusqu'à l'âge adulte. Cependant, les enfants de 3 ans étaient incapables de faire la distinction entre les émotions exprimées dans la musique en faisant correspondre une expression faciale avec le type d'émotion trouvé dans la musique. On a également constaté que certaines émotions, comme la colère et la peur, étaient plus difficiles à distinguer dans la musique,.

##### Enfants en élémentaire
Dans les études menées avec des enfants de quatre et cinq ans, on leur demande d'étiqueter des extraits musicaux avec les étiquettes affectives "heureux", "triste", "en colère" et "effrayé". Les résultats d'une étude ont montré que les enfants de quatre ans n'ont pas obtenu des résultats supérieurs à la normale avec les étiquettes "triste" et "en colère", et que les enfants de cinq ans n'ont pas obtenu des résultats supérieurs à la normale avec l'étiquette "peur". Une étude de suivi a trouvé des résultats contradictoires, où les enfants de cinq ans ont obtenu des résultats similaires à ceux des adultes. Cependant, tous les âges confondaient les catégories "colère" et "peur".
Des enfants d'âge préscolaire et élémentaire ont écouté douze courtes mélodies, chacune en mode majeur ou mineur, et ont reçu pour instruction de choisir entre quatre images de visages : heureux, content, triste et en colère. Tous les enfants, même ceux âgés de trois ans, ont obtenu des résultats supérieurs à la normale en attribuant les visages positifs au mode majeur et les visages négatifs au mode mineur.

#### Effets de la personnalité
Différentes personnes perçoivent les événements différemment en fonction de leurs caractéristiques individuelles. De même, les émotions suscitées par l'écoute de différents types de musique semblent être affectées par des facteurs tels que la personnalité et une formation musicale antérieure,,. On a constaté que les personnes ayant le type de personnalité de l'agréabilité ont des réponses émotionnelles plus élevées à la musique en général. Des sentiments de tristesse plus forts ont également été associés aux personnes ayant des types de personnalité d'agréabilité et de névrosisme. Alors que certaines études ont montré que la formation musicale peut être corrélée à une musique évoquant des sentiments mixtes ainsi qu'à des scores plus élevés de QI et de test de compréhension émotionnelle, d'autres études réfutent l'affirmation selon laquelle la formation musicale affecte la perception des émotions dans la musique,. Il convient également de noter que l'exposition antérieure à la musique peut affecter les choix comportementaux ultérieurs, le travail scolaire et les interactions sociales. Par conséquent, l'exposition antérieure à la musique semble avoir un effet sur la personnalité et les émotions d'un enfant plus tard dans sa vie, et affecterait par la suite sa capacité à percevoir et à exprimer des émotions pendant l'exposition à la musique. En revanche, il n'a pas été démontré que le sexe entraîne une différence dans la perception des émotions présentes dans la musique,. Il est nécessaire de poursuivre les recherches sur les facteurs qui affectent la perception des émotions dans la musique et la capacité d'un individu à éprouver des émotions induites par la musique.

## Véhiculer une émotion par la musique
Parallèlement à la recherche selon laquelle la musique transmet une émotion à son ou ses auditeurs, il a également été démontré que la musique peut produire une émotion chez l'auditeur. Ce point de vue suscite souvent des débats car l'émotion est produite au sein de l'auditeur, et est par conséquent difficile à mesurer. Malgré la controverse, des études ont montré des réponses observables aux émotions suscitées, ce qui renforce le point de vue des émotivistes selon lequel la musique suscite de véritables réponses émotionnelles,.

### Réponses aux émotions provoquées
Les caractéristiques structurelles de la musique contribuent non seulement à transmettre un message émotionnel à l'auditeur, mais peuvent également créer une émotion chez l'auditeur. Ces émotions peuvent être des sentiments complètement nouveaux ou peuvent être une extension d'événements émotionnels précédents. Des recherches empiriques ont montré comment les auditeurs peuvent absorber l'expression du morceau comme leur propre émotion, ainsi qu'invoquer une réponse unique basée sur leurs expériences personnelles.

#### Emotions de base
Dans les recherches sur l'élicitation des émotions, les participants déclarent ressentir personnellement une certaine émotion en réponse à l'écoute d'un morceau de musique. Les chercheurs ont cherché à savoir si les mêmes structures qui véhiculent une émotion particulière pouvaient également la susciter. Les chercheurs ont présenté aux participants des extraits de musique à tempo rapide, en mode majeur, et de musique à tempo lent, en mode mineur ; ces structures musicales ont été choisies parce qu'elles sont connues pour véhiculer respectivement le bonheur et la tristesse. Les participants ont évalué leurs propres émotions avec des niveaux élevés de bonheur après avoir écouté de la musique avec des structures véhiculant le bonheur et des niveaux élevés de tristesse après de la musique avec des structures véhiculant la tristesse. Cette preuve suggère que les mêmes structures qui véhiculent des émotions dans la musique peuvent également susciter ces mêmes émotions chez l'auditeur.
À la lumière de cette constatation, l'élicitation des émotions négatives par la musique a fait l'objet d'une controverse particulière. Les cognitivistes soutiennent que choisir d'écouter de la musique qui suscite des émotions négatives comme la tristesse serait paradoxal, car les auditeurs ne chercheraient pas volontairement à induire la tristesse. Cependant, les émotivistes affirment que la musique suscite des émotions négatives et que les auditeurs choisissent sciemment d'écouter de la musique pour ressentir de la tristesse de manière impersonnelle, à l'instar du désir d'un spectateur de regarder un film tragique,. Les raisons pour lesquelles les gens écoutent parfois de la musique triste lorsqu'ils se sentent tristes ont été étudiées en interrogeant des personnes sur leurs motivations. Ces recherches ont permis de constater que les gens écoutent parfois de la musique triste lorsqu'ils se sentent tristes afin d'intensifier leur sentiment de tristesse. D'autres raisons d'écouter de la musique triste lorsqu'on se sent triste sont les suivantes : pour retrouver des souvenirs, pour se sentir plus proche des autres, pour une réévaluation cognitive, pour se sentir ami avec la musique, pour se distraire et pour améliorer l'humeur.
Les chercheurs ont également constaté un effet entre la familiarité d'une personne avec un morceau de musique et les émotions qu'il suscite. Dans une étude, la moitié des participants ont écouté une fois douze extraits musicaux aléatoires et ont évalué leurs émotions après chaque morceau. L'autre moitié des participants a écouté douze extraits aléatoires cinq fois, et a commencé ses évaluations à la troisième répétition. Les résultats ont montré que les participants qui ont écouté les extraits cinq fois ont évalué leurs émotions avec une plus grande intensité que les participants qui ne les ont écoutés qu'une fois. Cela suggère que la familiarité avec un morceau de musique augmente les émotions ressenties par l'auditeur.

#### Souvenirs et actions émotionnels
La musique peut non seulement susciter de nouvelles émotions, mais aussi connecter les auditeurs à d'autres sources émotionnelles. La musique sert d'indice puissant pour rappeler les souvenirs émotionnels à la conscience. Parce que la musique est une partie si omniprésente de la vie sociale, présente dans les mariages, les funérailles et les cérémonies religieuses, elle fait remonter des souvenirs émotionnels qui lui sont souvent déjà associés,. La musique est également traitée par les niveaux sensoriels inférieurs du cerveau, ce qui la rend imperméable aux distorsions de mémoire ultérieures. Par conséquent, la création d'un lien étroit entre l'émotion et la musique au sein de la mémoire facilite le rappel de l'une lorsque l'autre est sollicitée. La musique peut également puiser dans l'empathie, en induisant des émotions supposées être ressenties par l'interprète ou le compositeur. Les auditeurs peuvent devenir tristes car ils reconnaissent que ces émotions ont dû être ressenties par le compositeur,, tout comme le spectateur d'une pièce de théâtre peut éprouver de l'empathie pour les acteurs.
Les auditeurs peuvent également répondre à la musique émotionnelle par l'action. Tout au long de l'histoire, la musique a été composée pour inspirer les gens dans une action spécifique - pour marcher, danser, chanter ou se battre. Par conséquent, elle accentue les émotions dans tous ces événements. En fait, de nombreuses personnes déclarent être incapables de rester en place lorsque certains rythmes sont joués, et dans certains cas, elles s'engagent même dans des actions subliminales alors que les manifestations physiques devraient être supprimées. On peut en voir des exemples dans les élans spontanés des jeunes enfants qui se mettent en mouvement en entendant de la musique, ou dans les expressions exubérantes montrées lors de concerts.

#### Le modèle BRECVEM de Juslin & Västfjäll
Juslin & Västfjäll, ont développé un modèle de sept façons dont la musique peut susciter une émotion, appelé le modèle BRECVEM.
Le "réflexe du tronc cérébral" : "Il s'agit d'un processus par lequel une émotion est induite par la musique parce qu'une ou plusieurs caractéristiques acoustiques fondamentales de la musique sont considérées par le tronc cérébral comme le signal d'un événement potentiellement important et urgent. Toutes choses égales par ailleurs, les sons qui sont soudains, forts, dissonants ou qui présentent des schémas temporels rapides induisent une excitation ou un sentiment de désagrément chez les auditeurs... De telles réponses reflètent l'impact des sensations auditives - la musique en tant que son au sens le plus fondamental."
Entraînement rythmique: "Il s'agit d'un processus par lequel une émotion est évoquée par un morceau de musique parce qu'un rythme puissant et externe de la musique influence un rythme corporel interne de l'auditeur (par exemple, le rythme cardiaque), de sorte que ce dernier s'ajuste et finit par se "verrouiller" sur une périodicité commune. Le rythme cardiaque ajusté peut alors se propager à d'autres composantes de l'émotion, comme le sentiment, par le biais de la rétroaction proprioceptive. Cela peut produire une augmentation du niveau d'excitation chez l'auditeur".
Conditionnement évaluatif" : "Il s'agit d'un processus par lequel une émotion est induite par un morceau de musique simplement parce que ce stimulus a été associé de manière répétée à d'autres stimuli positifs ou négatifs. Ainsi, par exemple, un morceau de musique particulier peut avoir été associé à plusieurs reprises à un événement spécifique qui vous a toujours rendu heureux (par exemple, la rencontre avec votre meilleur ami). Au fil du temps, à force de répétitions, la musique finira par évoquer le bonheur même en l'absence de l'interaction amicale".
Contagion émotionnelle : Il s'agit d'un processus par lequel une émotion est induite par un morceau de musique parce que l'auditeur perçoit l'expression émotionnelle de la musique, puis "imite" cette expression en interne, ce qui, par le biais soit d'un retour périphérique des muscles, soit d'une activation plus directe des représentations émotionnelles pertinentes dans le cerveau, conduit à une induction de la même émotion.
Imagerie visuelle" : "Il s'agit d'un processus par lequel une émotion est induite chez l'auditeur parce qu'il évoque des images visuelles (par exemple, un beau paysage) en écoutant la musique".
Mémoire épisodique : "Cela fait référence à un processus par lequel une émotion est induite chez un auditeur parce que la musique évoque le souvenir d'un événement particulier de sa vie. Ce phénomène est parfois appelé "Darling, they are playing our tune".
Attente musicale : Il s'agit d'un processus par lequel une émotion est induite chez un auditeur parce qu'une caractéristique spécifique de la musique viole, retarde ou confirme les attentes de l'auditeur concernant la suite de la musique.

#### Attente musicale
En ce qui concerne les violations de l'attente dans la musique, plusieurs résultats intéressants ont été trouvés. Il a par exemple été constaté que l'écoute de musique non conventionnelle peut parfois provoquer une menace de sens et entraîner un comportement compensatoire afin de restaurer le sens.

#### Jugement esthétique et BRECVEMA
En 2013, Juslin a créé un aspect supplémentaire au modèle BRECVEM appelé jugement esthétique. Il s'agit des critères que chaque individu utilise comme mesure de la valeur esthétique de la musique. Cela peut impliquer un certain nombre de préférences personnelles variables, telles que le message transmis, la compétence présentée ou la nouveauté du style ou de l'idée.

## Comparaison entre les émotions convoquées et les émotions suscitées
Au niveau de la musique, il est possible de comparer les émotions transmises et les émotions suscitées.

### Preuve de l'émotion dans la musique
Il y a eu une masse de preuves que les auditeurs peuvent identifier des émotions spécifiques avec certains types de musique, mais il y a eu moins de preuves concrètes que la musique peut susciter des émotions. Cela est dû au fait que l'émotion suscitée est subjective ; et donc, il est difficile de trouver un critère valide pour l'étudier. L'émotion suscitée et véhiculée dans la musique est généralement comprise à partir de trois types de preuves : l'auto-évaluation, les réponses physiologiques et le comportement expressif. Les chercheurs utilisent une ou une combinaison de ces méthodes pour étudier les réactions émotionnelles à la musique.

#### Auto-évaluation
La méthode de l'auto-rapport consiste en un rapport verbal de l'auditeur concernant ce qu'il vit. Il s'agit de la méthode la plus largement utilisée pour étudier les émotions et elle a montré que les gens identifient les émotions et les ressentent personnellement lorsqu'ils écoutent de la musique. La recherche dans ce domaine a montré que les réponses émotionnelles des auditeurs sont très cohérentes. En fait, une méta-analyse de 41 études sur l'interprétation de la musique a révélé que le bonheur, la tristesse, la tendresse, la menace et la colère étaient identifiés plus que de raison par les auditeurs. Une autre étude a comparé des auditeurs non entraînés à des auditeurs entraînés musicalement. Les deux groupes devaient catégoriser des extraits musicaux véhiculant des émotions similaires. Les résultats ont montré que les catégorisations n'étaient pas différentes entre les auditeurs entraînés et les auditeurs non entraînés ; ce qui démontre que les auditeurs non entraînés sont très précis dans la perception des émotions. Il est plus difficile de trouver des preuves de l'émotion suscitée, car elle dépend uniquement de la réponse subjective de l'auditeur. Cela laisse les rapports vulnérables aux biais d'auto-déclaration, tels que les participants répondant selon les prescriptions sociales ou répondant comme ils pensent que l'expérimentateur veut qu'ils le fassent. En conséquence, la validité de la méthode d'auto-déclaration est souvent remise en question, et par conséquent, les chercheurs sont réticents à tirer des conclusions définitives uniquement à partir de ces rapports.

#### Réponses physiologiques
On sait que les émotions créent des changements physiologiques, ou corporels, chez une personne, qui peuvent être testés expérimentalement. Certaines preuves montrent que l'un de ces changements se situe au sein du système nerveux. La musique excitante est liée à l'augmentation du rythme cardiaque et de la tension musculaire ; la musique calmante est liée à la diminution du rythme cardiaque et de la tension musculaire, et à l'augmentation de la température de la peau.La musique excitante est liée à l'augmentation du rythme cardiaque et de la tension musculaire ; la musique apaisante est liée à la diminution du rythme cardiaque et de la tension musculaire, et à l'augmentation de la température de la peau. D'autres recherches identifient des réactions physiques extérieures, telles que des frissons ou la chair de poule, provoquées par des changements d'harmonie, et des larmes ou une boule dans la gorge provoquées par des changements de mélodie. Les chercheurs testent ces réponses en utilisant des instruments de mesure physiologique, comme l'enregistrement du pouls.

#### Comportement expressif
Les gens sont également connus pour montrer des manifestations extérieures de leurs états émotionnels lorsqu'ils écoutent de la musique. Des études utilisant l'électromyographie faciale électromyographie (EMG) ont révélé que les gens réagissent avec des expressions faciales subliminales lorsqu'ils écoutent de la musique expressive. En outre, la musique fournit un stimulus pour un comportement expressif dans de nombreux contextes sociaux, tels que les concerts, les danses et les cérémonies,. Bien que ces comportements expressifs puissent être mesurés expérimentalement, il y a eu très peu d'études contrôlées observant ce comportement.

### Force des effets
Dans le cadre de la comparaison entre les émotions suscitées et transmises, les chercheurs ont examiné la relation entre ces deux types de réponses à la musique. En général, la recherche s'accorde sur le fait que les évaluations des sentiments et des perceptions sont fortement corrélées, mais pas identiques.. Plus précisément, les études ne sont pas concluantes quant à savoir si une réponse a un effet plus fort que l'autre, et de quelle manière ces deux réponses sont liées,,.

#### Transmettre plus que susciter
Dans une étude, les participants ont entendu cinq fois de suite une sélection aléatoire de 24 extraits, affichant six types d'émotions. La moitié des participants ont décrit les émotions que la musique transmettait, et l'autre moitié a répondu en indiquant ce que la musique leur faisait ressentir. Les résultats ont montré que les émotions transmises par la musique étaient plus intenses que les émotions suscitées par le même morceau de musique. Une autre étude a examiné dans quelles conditions spécifiques les émotions fortes étaient transmises. Les résultats ont montré que les évaluations des émotions transmises étaient plus élevées dans les réponses heureuses à la musique avec des indices cohérents de bonheur (c'est-à-dire un tempo rapide et un mode majeur), dans les réponses tristes à la musique avec des indices cohérents de tristesse (c'est-à-dire un tempo lent et un mode mineur) et dans les réponses tristes en général. Ces études suggèrent que les gens peuvent reconnaître l'émotion affichée dans la musique plus facilement que de la ressentir personnellement.

#### Parfois transmise, parfois suscitée
Dans une autre étude, 32 participants ont écouté douze morceaux de musique et ont constaté que la force des émotions perçues et élicitées dépendait des structures du morceau de musique. Les émotions perçues étaient plus fortes que les émotions ressenties lorsque les auditeurs évaluaient l'excitation et l'activation positive et négative. En revanche, les émotions suscitées étaient plus fortes que les émotions perçues lors de l'évaluation du caractère agréable.

#### Susciter plus que transmettre
Dans une autre étude, l'analyse a révélé que les réponses émotionnelles étaient plus fortes que la perception des émotions par les auditeurs. Cette étude a utilisé une conception entre sujets, où 20 auditeurs ont jugé dans quelle mesure ils percevaient quatre émotions : heureux, triste, paisible et effrayé. Dix-neuf autres auditeurs ont évalué dans quelle mesure ils ressentaient chacune de ces émotions. Les résultats ont montré que tous les stimuli musicaux suscitaient des émotions spécifiques pour le groupe de participants évaluant l'émotion suscitée, tandis que les stimuli musicaux ne transmettaient qu'occasionnellement une émotion aux participants du groupe identifiant quelles émotions la musique transmettait.
Sur la base de ces résultats incohérents, il reste beaucoup de recherches à faire pour déterminer en quoi les émotions véhiculées et suscitées sont similaires et différentes. Il existe un désaccord sur la question de savoir si la musique induit de " vraies " émotions ou si les émotions rapportées comme ressenties dans les études sont plutôt des participants qui énoncent les émotions trouvées dans la musique qu'ils écoutent,.

## La musique comme outil thérapeutique
La musicothérapie en tant qu'outil thérapeutique s'est avérée être un traitement efficace pour diverses affections. Les techniques thérapeutiques consistent à susciter des émotions en écoutant de la musique, en composant de la musique ou des paroles et en interprétant de la musique.
Les séances de musicothérapie peuvent avoir la capacité d'aider les toxicomanes qui tentent de se défaire de leur dépendance à la drogue, les utilisateurs déclarant se sentir mieux à même de ressentir des émotions sans l'aide de la drogue. La musicothérapie peut également être une option viable pour les personnes qui font des séjours prolongés à l'hôpital pour cause de maladie. Dans une étude, la musicothérapie a fourni à des enfants en oncologie des éléments de soutien environnemental améliorés et a suscité des comportements plus engageants de la part de l'enfant. Lors du traitement d'adolescents en difficulté, une étude de Keen a révélé que la musicothérapie a permis aux thérapeutes d'interagir avec les adolescents avec moins de résistance, facilitant ainsi l'expression de soi chez l'adolescent.[réf. nécessaire]
La musicothérapie s'est également révélée très prometteuse chez les personnes atteintes d'autisme, servant d'exutoire émotionnel à ces patients. Alors que d'autres voies d'expression et de compréhension des émotions peuvent être difficiles pour les personnes autistes, la musique peut fournir à ceux qui ont une compréhension limitée des signaux socio-émotionnels un moyen d'accéder aux émotions.

## Les effets de la musique sur le comportement d'achat
La musique que nous entendons dans les centres commerciaux, lorsque nous allons dans un Starbucks ou un restaurant chic, varie d'un endroit à l'autre. Il y a une explication à cela. La musique, en plus d'être définie comme un art, souvent est définie comme une force, comme une puissance lorsqu'elle est perçue par nos sens humains, à travers des vibrations qui sont interprétées par notre cerveau comme des sons, a la capacité de produire dans notre organisme, des sensations, des émotions et des réactions qui nous amènent par la suite à des actions ponctuelles.Nous sommes comme êtres humaines, des êtres musicaux, notre corps produit lui-même des sons à travers notre voix, à travers nos mains, etc. Cette relation qui existe entre la musique et nos émotions, réactions et sentiments, est également utilisée comme un outil dans l’sphère du marketing et de la consommation.
Il y a trois aspects cruciaux dont la musique peut affecter les comportements d’achat ou de consommation d’un individu, notamment le tempo, le volume et le style. Ces variables, peuvent faire une différence dans l’expérience du consommateur. Premièrement, le tempo qui fait référence à la vitesse d’une chanson, a une relation avec le temps que l’individu reste dans le lieu, mais aussi « le montant de ses dépenses et même la mémorisation des informations. Un tempo lent incite le client à passer plus de temps dans un restaurant » (Djamchid & Arnaud, 2009). Dans ce qui concerne le volume, celui-ci doit être appropriât au lieu de consommation et à l’image que celui veut refléter, car le volume, va affecter non seulement le temps qui la personne passera dans le lieu, mais aussi son plaisir et son satisfaction à l'égard du lieu d'achat. Finalement pour ce qui est le style, aura une relation non seulement dans l’expérience de consommation d’un individu, mais aussi dans le choix de son produit. Par exemple « Dans un lieu de vente de vin d’un restaurant américain, la diffusion de la musique classique encourageait les clients d’acheter des vins dont le prix était plus élevé » (Djamchid & Arnaud, 2009).